# Chidi Okezie
Chidi Okezie (né le 8 août 1993 à Philadelphie en Pennsylvanie) est un athlète nigérian, spécialiste du 400 mètres.

## Biographie
Il remporte la médaille de bronze des Championnats d'Afrique 2016 en 45 s 76, record personnel.
Il obtient une nouvelle médaille de bronze aux Championnats d'Afrique 2018 en 45 s 65.

## Palmarès
| Date                        | Compétition                    | Lieu         | Résultat | Épreuve       | Temps         |
| --------------------------- | ------------------------------ | ------------ | -------- | ------------- | ------------- |
| Représentant les États-Unis |                                |              |          |               |               |
| 2012                        | Championnats du monde juniors  | Barcelone    | 1er      | 4 × 400 m     | 3 min 03 s 99 |
| Représentant le Nigeria     |                                |              |          |               |               |
| 2016                        | Championnats du monde en salle | Portland     | 5e       | 4 × 400 m     | 3 min 8 s 55  |
| 2016                        | Championnats d'Afrique         | Durban       | 3e       | 400 m         | 45 s 76       |
| 2018                        | Championnats d'Afrique         | Asaba        | 3e       | 400 m         | 45 s 65       |
| 2018                        | Coupe continentale             | Ostrava      | 2e       | 4 x 400 mixte | 3 min 16 s 19 |
| 2019                        | Jeux africains                 | Rabat        | 3e       | 400 m         | 45 s 61       |
| 2022                        | Championnats d'Afrique         | Saint-Pierre | 3e       | 4 × 400 m     | 3 min 7 s 05  |
| 2024                        | Jeux africains                 | Accra        | 1er      | 400 m         | 45 s 06       |
| 2024                        | Jeux africains                 | Accra        | 3e       | 4 × 400 m     | 3 min 1 s 84  |

## Records
| Épreuve | Temps   | Lieu     | Date         |
| ------- | ------- | -------- | ------------ |
| 400 m   | 44 s 97 | Edmonton | 13 juin 2024 |